# 대한제국의 훈장

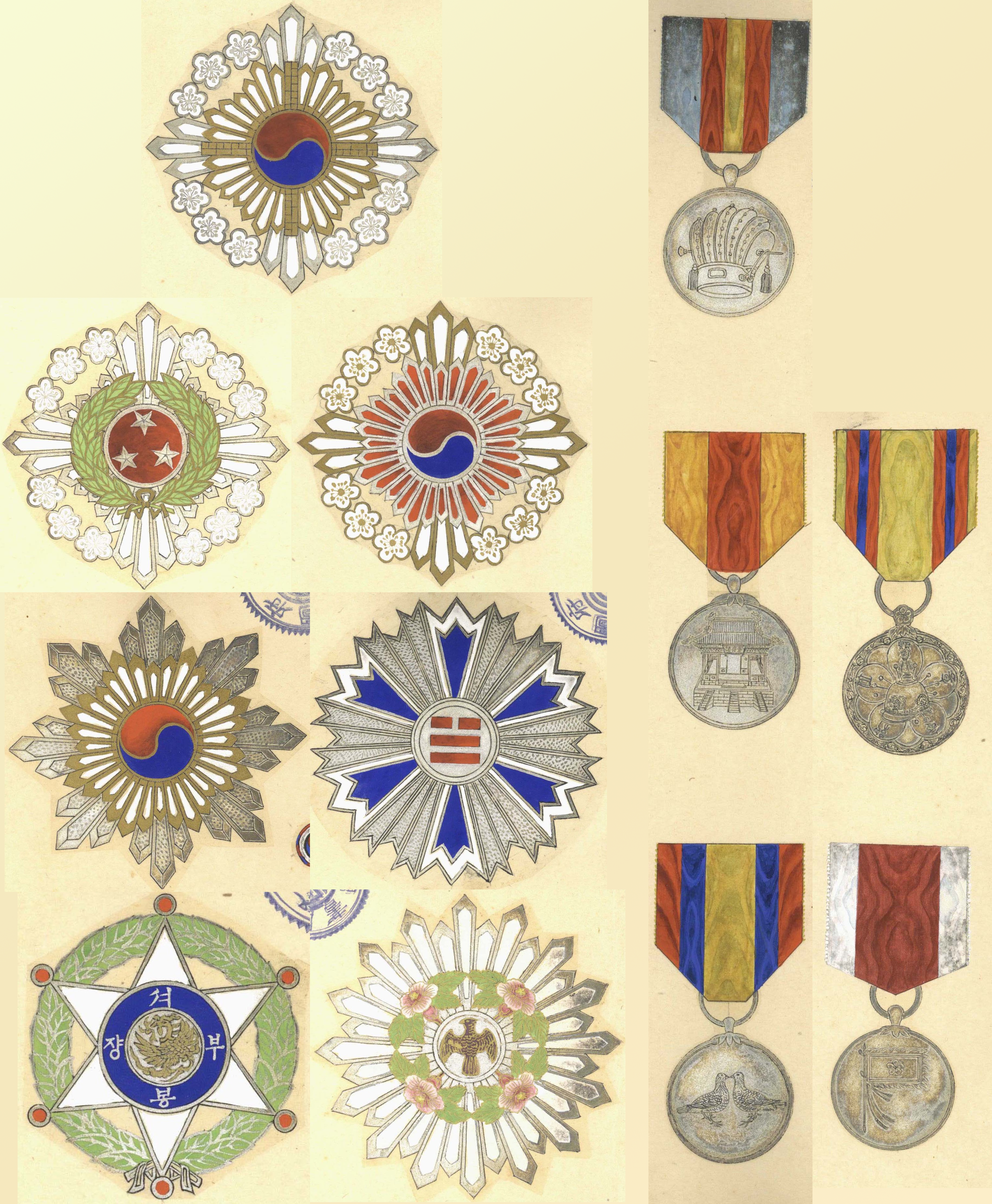
대한제국의 훈장과 기념장

대한제국의 훈장(大韓帝國의 勳章)은 1897년(광무 1년) 4월 17일에 대한제국 칙령 제13호로 〈훈장 조례〉(勳章條例)가 반포되면서 제정되었다.

## 역사
1900년(광무 4년) 4월 17일에 대한제국 칙령 제13호로 〈훈장 조례〉가 반포되면서 대훈위 금척대수장(大勳位金尺大綬章), 대훈위 이화대수장(大勳位李花大綬章), 태극장(太極章), 자응장(紫鷹章)이 제정되었다. 1897년(광무 1년) 4월 16일에 칙령 제10호로 조례를 개정하여 팔괘장(八卦章)이 추가되었다. 1898년(광무 2년) 8월 12일에 대훈위 서성대수장(大勳位瑞星大綬章)이 추가되었다. 1898년(광무 2년) 3월 30일에 칙령 제20호로 조례가 개정되어 서봉장(瑞鳳章)이 제정되었다.

## 종류
훈위와 훈등은 공적(功積)과 훈로(勳勞)가 있는 자를 포상하기 위하여 설정한 것인바 계급이 훈등에 따라 각종 훈장을 수여 패용하게 하고, 훈등은 대훈위(大勳位)·훈(勳)·공(功) 등 3종으로 정하였으며, 훈과 공은 각기 일등으로부터 팔등으로 차등을 두어 나누었다.

### 대훈위 금척대수장
훈등은 대훈위이고 등급은 없으며 대한제국의 최고 훈장이다. 훈장의 명칭은 조선을 건국한 이성계가 왕위에 오르기 전에 꿈에서 얻은 금척(金尺)에서 유래한 것으로 천하를 다스린다는 뜻을 취하였다. 기본적으로 황실에서만 패용하나, 황족과 문무관 중에서 대훈위 서성대수장을 받은 자가 특별한 훈공이 있을 때 황제의 특지(特旨)로 수여되었다.

### 대훈위 서성대수장
훈등은 대훈위이고 등급은 없으며 순위는 대훈위 금척대수장과 대훈위 이화대수장의 사이에 있다. 훈장의 명칭은 국초(國初)의 옛 사실에서 취한 것이다. 황족과 문무관 중에서 대훈위 이화대수장을 받은 자가 특별한 훈공이 있을 때 대한제국 황제의 특지로 수여되었다.

### 대훈위 이화대수장
훈등은 대훈위이고 등급은 없으며 대훈위 서성대수장 아래에 있고, 태극일등장 위에 있다. 훈장의 명칭은 나라의 문양에서 취하였다. 문무관 중에서 태극일등장을 받은 자가 특별한 훈공이 있을 때 황제의 특지로 수여되었다.

### 태극장
훈등은 훈에 해당하고 일등에서 팔등까지로 구분되어 문무관 중에서 공이 뛰어난 사람에게 훈등에 따라 수여하였다. 훈장의 명칭은 나라의 표식에서 취한 것이다.

### 팔괘장
훈등은 훈에 해당하고 일등에서 팔등까지로 구분되어 문무관에게 훈등에 따라 수여하였다.

### 자응장
훈등은 공에 해당하고 일등에서 팔등까지로 구분되어 무관 중에서 공이 뛰어난 사람에게 훈등에 따라 수여하였다. 훈장의 명칭은 이성계의 무훈에서 비롯된 고사에서 취한 것이다.

### 서봉장
훈등은 일등에서 육등까지로 구분되어 내명부(內命婦), 외명부(外命婦) 가운데서 현숙한 덕행과 특별한 공로가 있는 사람에게 황후의 휘지(徽旨)를 거쳐 수여하였다. 훈장의 명칭과 의미는 예로부터 내려오는 궁중의 예장 봉황관(禮裝鳳凰冠)에서 취한 것이다.

## 같이 보기
- 대한제국
- 훈장

## 참고 문헌
- 《고종실록》
- 《순종실록》
- 이강칠 (1999), 《대한제국시대 훈장제도》, 백산출판사. ISBN 9788977392595